# Кадетские ворота

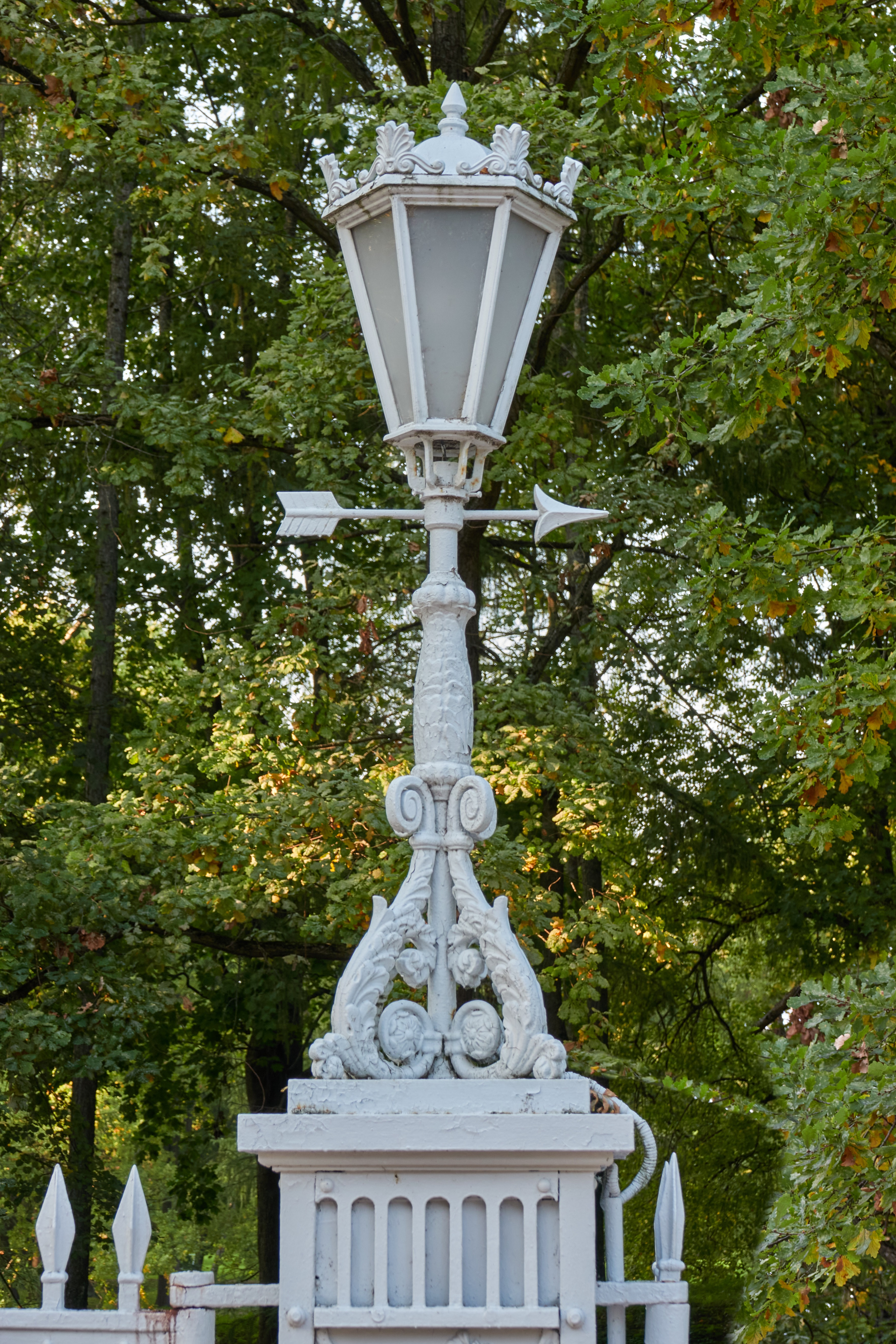
Фонарь со стрелой и акантовыми листьями, видны впадинки-ложки верхней части филёнок пилонов

Кадетские (Адмиралтейские) ворота («малые чугунные ворота») — памятник архитектуры. Расположен в Пушкине, на Парковой улице, в створе Кадетского бульвара.
Название воротам некогда было дано по находящемуся рядом Адмиралтейству, позднее — по Александровскому кадетскому корпусу.
Ворота изготовлены на Санкт-Петербургском чугунолитейном заводе в 1821—1822 годах по проекту архитектора А. Менеласа. У ворот четыре невысоких прямоугольных в сечении пилона-постамента, на них стоят четыре хрустальных фонаря «наподобие ваз» с кинкетами. Пилоны украшены филёнками, верхняя часть которых — неглубокие впадинки-ложки, а прочая декорирована орнаментом из листьев и ветвей, в верхней части узора — два рога изобилия и двуглавые орлы. Чугунный стержень фонаря, украшенный у основания изгибающимися в виде волют и охватывающими его акантовыми листьями, пересекает стрела.
В 1941—1944 годах ворота были повреждены, первичная реставрация состоялась в 1947 году.

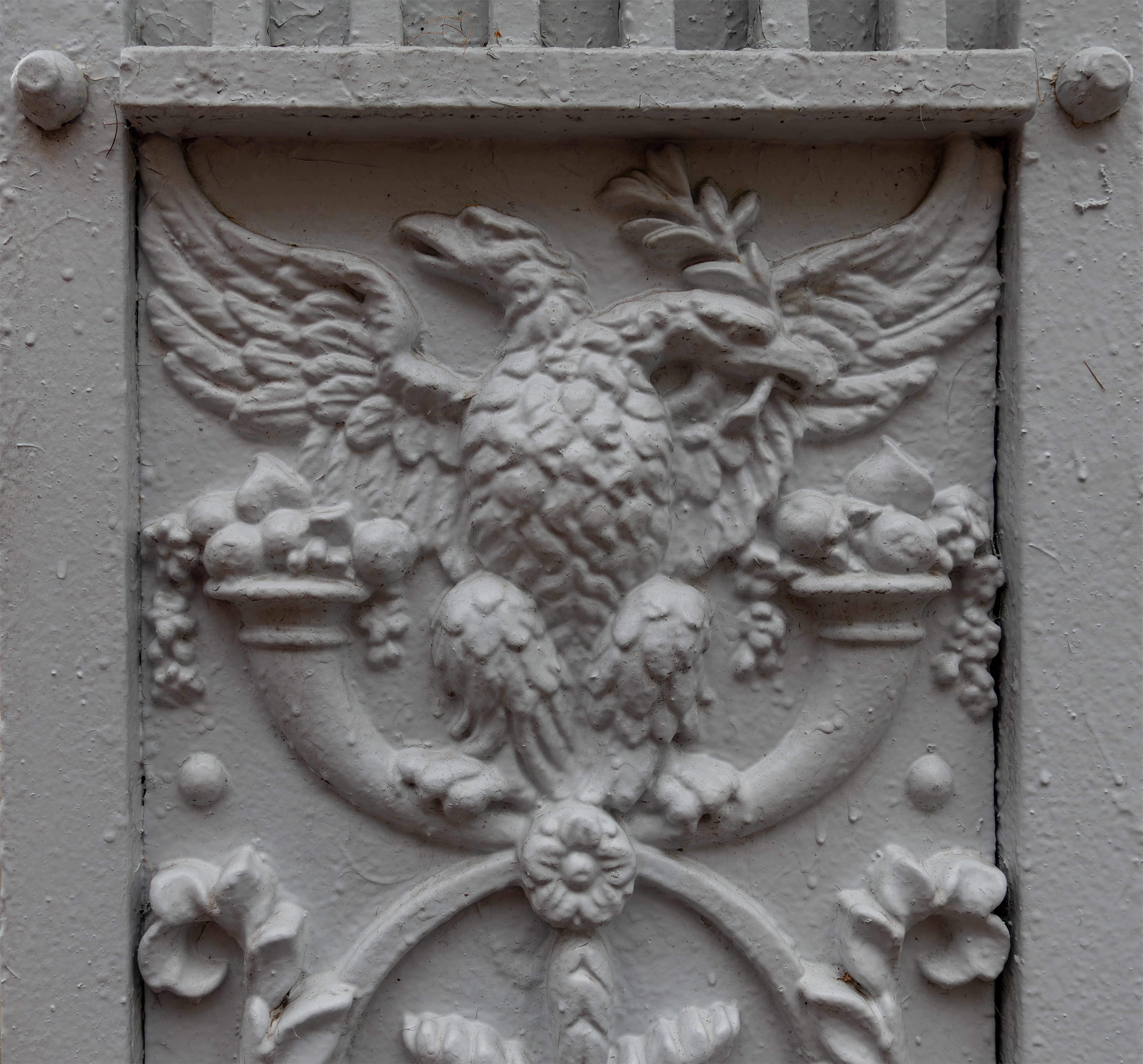
Орёл и рога изобилия
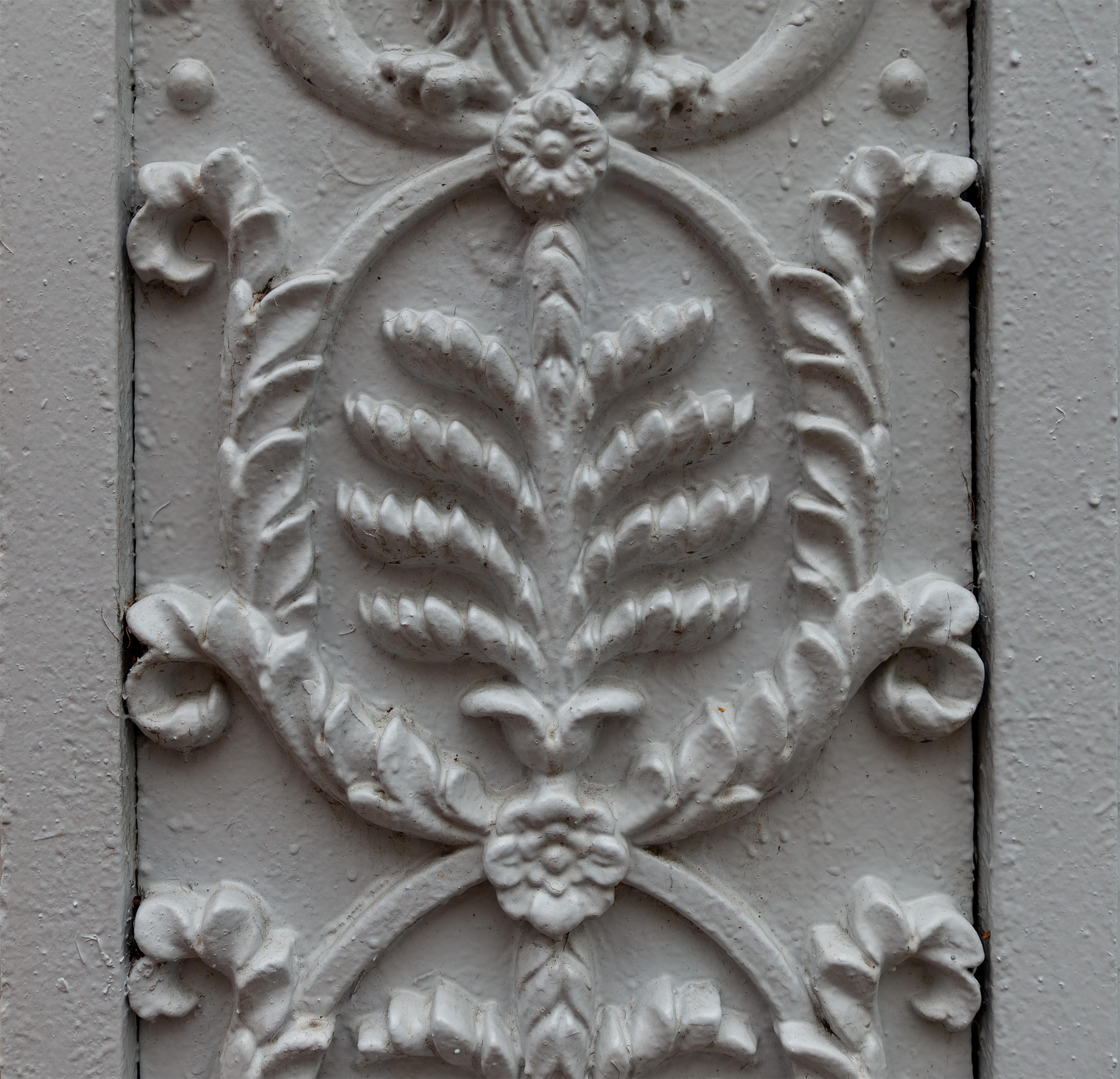
Орнамент пилонов
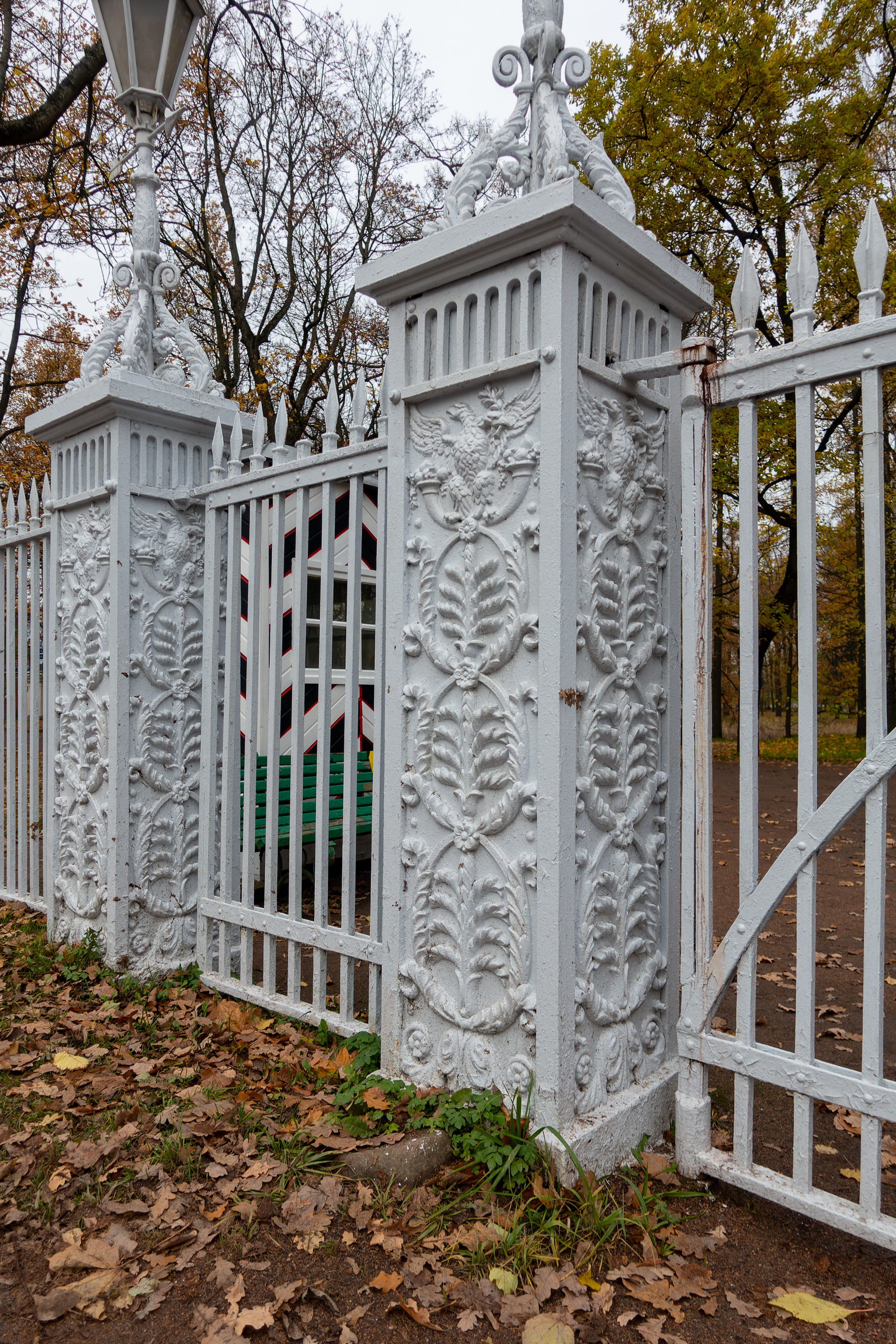
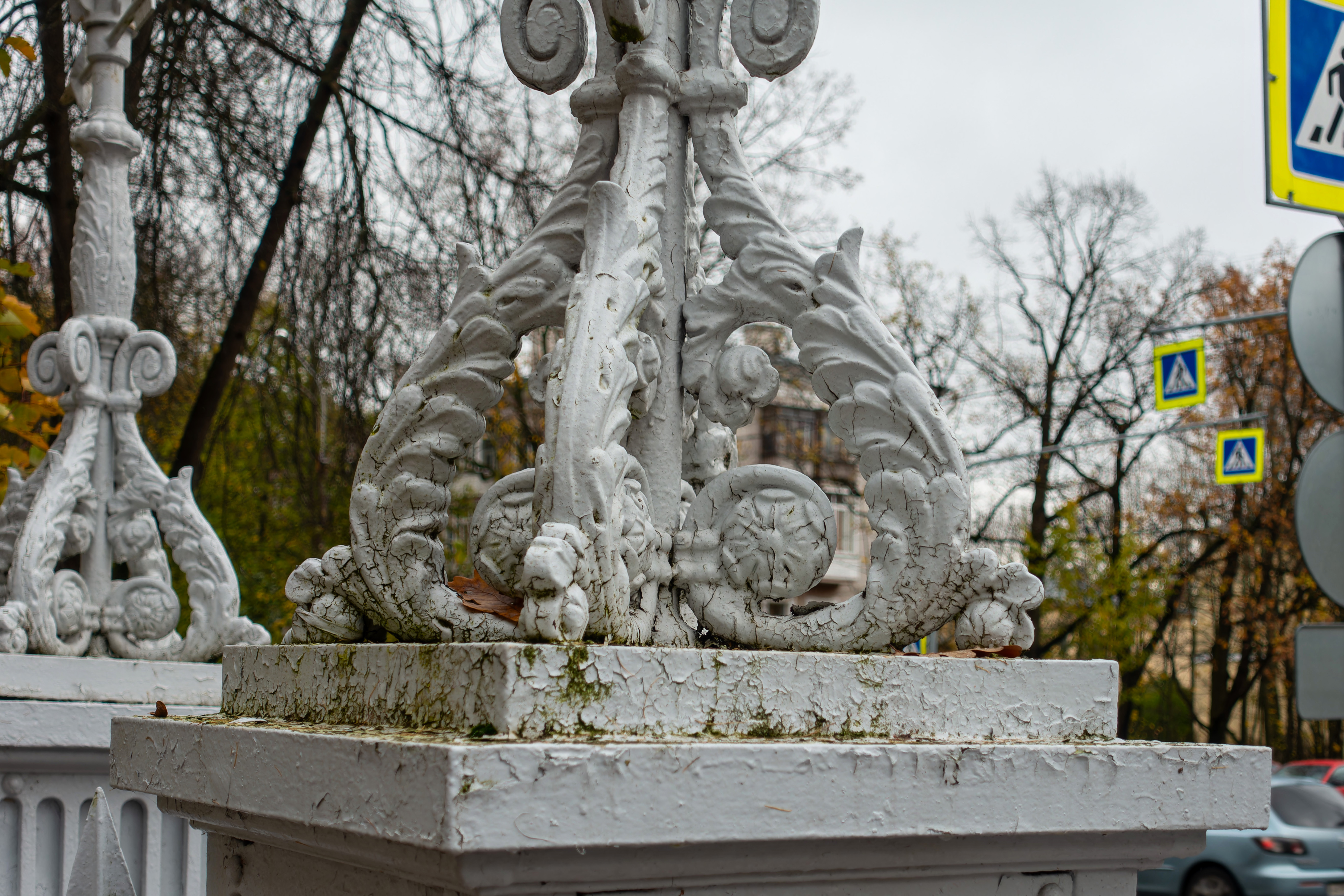